# Mennica w Oleśnicy
Mennica w Oleśnicy – mennica:
- Księstwa Głogowskiego, w której Henryk III bił:
  - kwartniki (OLESNITZ),
  - halerze,
- Księstwa Ziębicko-Oleśnickiego, w której:
  - Karol I i Albert bili:
    - półgrosze,
    - grosze,

  - Karol II bił:
    - 3 halerze,
    - 3 krajcary,
    - ¼ talara,
    - ½ talara,
    - talary,
    - dukaty,
    - dwudukaty,

  - Henryk Wacław i Karol Fryderyk (1617–1639) bili:
    - 1 halerz,
    - 3 halerze,
    - 6 halerzy,
    - 3 krajcary,
    - 24 krajcary,
    - 48 krajcarów,
    - ½ talara,
    - talary,
    - dukaty,
    - 3 dukaty,
    - 4 dukaty,
    - 5 dukatów,
- Księstwa Oleśnickiego, w której:
  - Sylwiusz Fryderyk (1668–1697) bił:
    - groszyki,
    - 3 krajcary,
    - 6 krajcarów,
    - 15 krajcarów,
    - ¼ talara,
    - ½ talara,
    - talary,
    - dukaty,

  - Krystian Ulryk (1668–1704) bił:
    - groszyki,
    - ½ krajcara,
    - 1 krajcar,
    - 3 krajcary,
    - 6 krajcarów,
    - 15 krajcarów,
    - talary,
    - ¼ dukata,
    - ½ dukata,
    - dukaty,

  - Karol Fryderyk (1704–1744) bił w latach 1705–1711:
    - groszyki,
    - 3 krajcary,
    - 6 krajcarów,
    - talary,
    - dukaty,
- Stanów Śląskich (1621–1623), w której w 1621 r. wybito 30 krajcarów.